# Thomas Lundquist

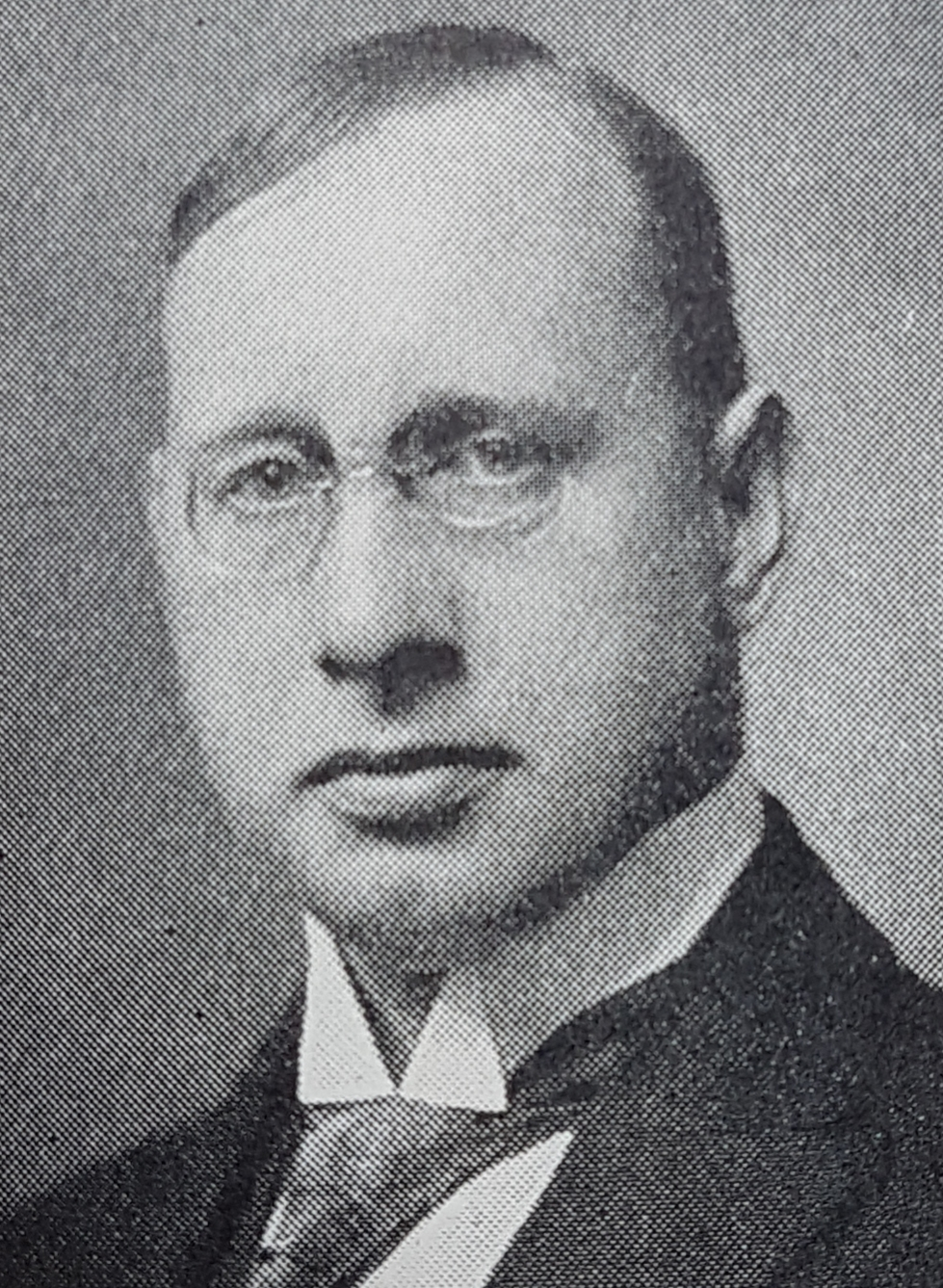
Thomas Lundquist

Carl Edmé Thomas Lundquist, född 7 mars 1890 i Stockholm, död 5 juli 1962, var en svensk borgmästare.
Lundquist, som var son till fabrikör Gustaf Adolf Lundquist och Christina Andersson, blev juris kandidat vid Stockholms högskola 1915. Efter tingstjänstgöring 1915–1918 tjänstgjorde han i Kammarkollegiet 1918–1921, blev tillförordnad borgmästare i Skellefteå stad 1922 och ordinarie borgmästare där 1924. Han var ordförande eller ledamot i ett flertal kommittéer.